# 임종득
임종득(林鍾得, 1964년 8월 8일~)은 대한민국의 군인 출신 정치인이다. 제22대 국회의원이다.
육군사관학교 42기로 졸업을 했으며 이후 육군 장교로 임관했다. 윤석열 정부 출범 이후인 2022년 8월, 국가안보실 제2차장에 임명되었다. 2023년 9월, 직에서 물러났다.
제22대 국회의원 선거를 앞두고 영주시·영양군·봉화군 선거구에 출마를 선언했으며 국민의힘의 단수공천을 받았다. 본 선거 결과 73.71%의 득표율을 기록하면서 제22대 국회의원으로 당선되었다.

## 학력
- 운문국민학교 졸업
- 영광중학교 졸업
- 청구고등학교 졸업
- 육군사관학교 학사
- 올드 도미니언 대학교 대학원 국제관계학 석사
- 경남대학교 대학원 정치학 석사

## 경력
- 2004. 10.~2006. 10. 국방부 군사보좌관실 군사정책 담당
- 학생중앙군사학교 연구관
- 2007 대통령비서실 외교안보수석비서관실 국방비서관실 안보전략담당 행정관
- 2009 NATO 국방대학교 교육
- 제73보병사단 제203보병연대장
- 대한민국 합동참모본부 전략기획본부 전략기획부 군사전략과장
- 2012. 10.~2013. 3. 국가정보원 국방보좌관
- 제1야전군사령부 작전처장
- 대한민국 합동참모본부 전략기획본부 전략기획부 차장
- 대한민국 합동참모본부 비서실 실장
- 2014. 9.~2016. 10. 대한민국 육군 제17보병사단 사단장
- 2016. 10.~2017. 11. 대통령비서실 국방비서관
- 2017. 11.~2019. 5. 대한민국 육군 교육사령부 교육훈련부장
- 2019. 5.~2019. 11. 대한민국 육군 수도군단 부군단장
- 국방연구원(KIDA) 평가위원
- 2022. 8.~2023. 9. 국가안보실 제2차장
- 임종득영주미래연구소 소장
- 국민의힘 중앙위원회 정보과학분과 부위원장
- 2024. 4. 10. 대한민국 제22대 국회의원 선거 당선(경북 영주시·영양군·봉화군, 국민의힘, 초선)
- 2024. 5.~ 국민의힘 경상북도당 영주시·영양군·봉화군 당원협의회 위원장
- 2024. 6.~2024. 7. 국민의힘 정책위원회 산하 시급한 민생 현안 해결을 위한 AI·반도체특별위원회 위원
- 2025. 4.~2025. 4.: 국민의힘 나경원 제21대 대통령 선거 경선후보 나경원 캠프 국방안보위원장
- 2025. 5.~2025. 6.: 제21대 대통령 선거 국민의힘 김문수 대통령 후보 경북 선거대책위원회 공동선거대책본부장

### 의정활동
- 2024. 5.~ 제22대 국회의원(경북 영주시·영양군·봉화군, 국민의힘, 초선)
  - 2024. 6.~ 제22대 국회 전반기 국방위원회 위원
    - 제22대 국회 전반기 국방위원회 법률안심사소위원회 위원

  - 국가비전2050포럼 구성의원
  - 2024. 8.~2025. 6. 제22대 국회 전반기 예산결산특별위원회 위원
  - 2024. 12.~2025. 2. 윤석열정부의 비상계엄 선포를 통한 내란 진상규명 국정조사 특별위원회 위원
  - 2025. 4.~ 국회 산불피해지원대책 특별위원회 위원
  - 2025. 6.~ 제22대 국회 전반기 예산결산특별위원회 위원

## 역대 선거 결과
| 실시년도 | 선거   | 대수 | 직책     | 선거구                    | 정당     | 득표수   | 득표율          | 순위 | 당락 | 비고 |
| -------- | ------ | ---- | -------- | ------------------------- | -------- | -------- | --------------- | ---- | ---- | ---- |
| 2024년   | 총선   | 22대 | 국회의원 | 경북 영주시·영양군·봉화군 | 국민의힘 | 64,325표 | \| \| 73.71% \| | 1위  |      | 초선 |
|          | 73.71% |      |          |                           |          |          |                 |      |      |      |

## 소속 정당
| 소속 정당 | 소속 정당 | 소속 기간 | 비고      |
| --------- | --------- | --------- | --------- |
|           | 국민의힘  | 2023~현재 | 정계 입문 |

## 같이 보기
- 영주시·영양군·봉화군
- 봉화군의 국회의원
- 영양군의 국회의원
- 영주시의 국회의원
- 대한민국의 국가안보실 차장